# Боргентрайх
Боргентрайх (нем. Borgentreich) — город в Германии, в земле Северный Рейн-Вестфалия.
Подчинён административному округу Детмольд. Входит в состав района Хёкстер.  Население составляет 9092 человека (на 31 декабря 2010 года). Занимает площадь 138,76 км². Официальный код  —  05 7 62 012.
Город подразделяется на 12 городских районов.

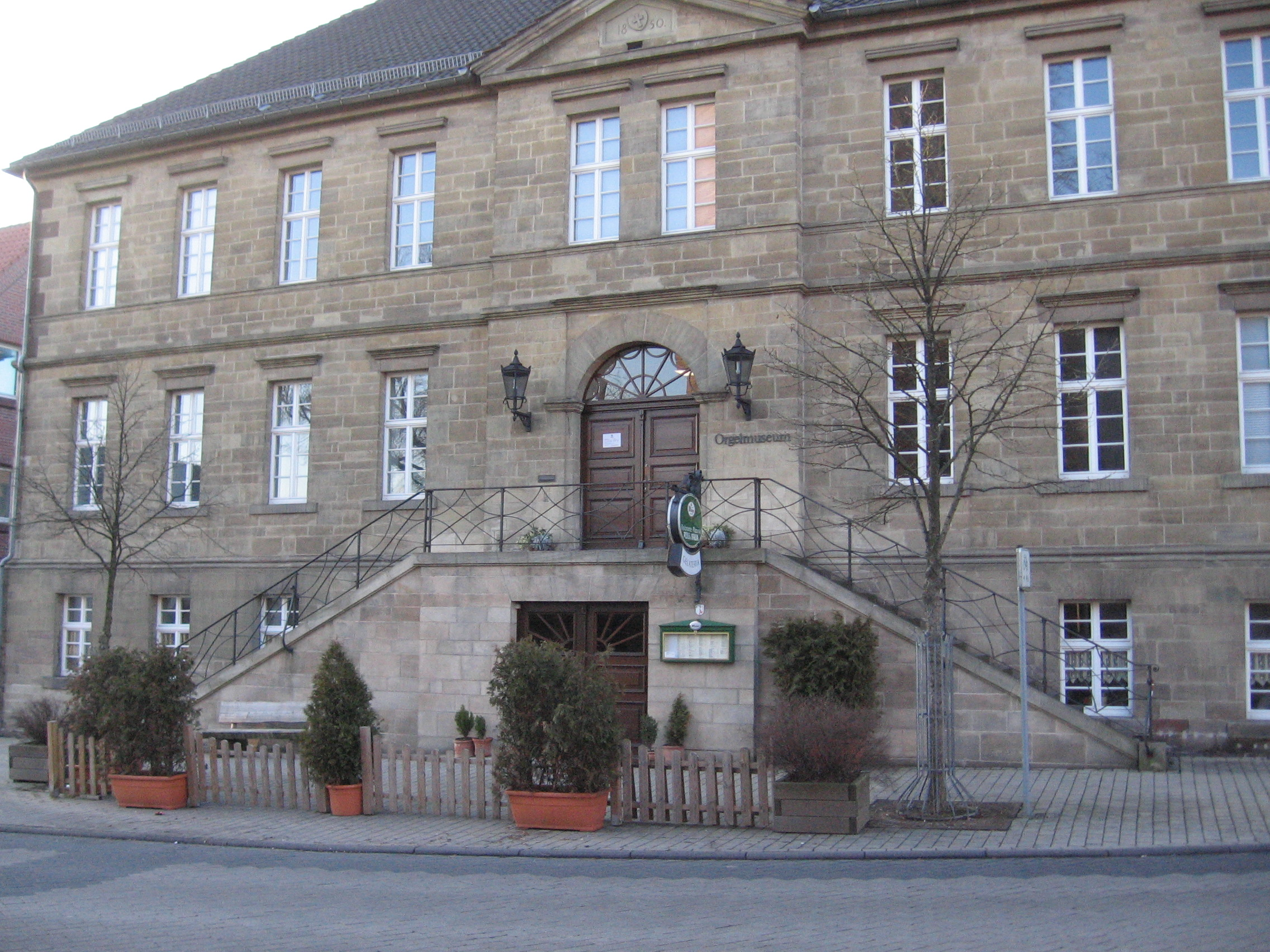
Боргентрайх